# Médiation pédagogique
La médiation pédagogique est un concept attribué à Lev Vygotski.

## Définition
La médiation est, avant tout, un type d'interaction qui déclenche des processus de changement internes, structurels, touchant au regard sur soi, sur l'autre, sur l'environnement ou le contexte, sur ce qu'on en comprend et ce que l'on y fait. Ce type d'interaction médiateur permet le développement et la création de structures cognitives. C'est la raison pour laquelle la médiation est particulièrement performante en prévention et résolution de conflits : elle peut provoquer des changements de regard durables pour chacun des protagonistes.
La médiation pédagogique est une posture de l'enseignant. Celui-ci ne se comporte pas comme un détenteur de savoir qu'il inflige, impose, mais comme un facilitateur de découverte et de compréhension.

## Théoriciens de la médiation pédagogique
- Célestin Freinet
- Lev Vygotski
- Reuven Feuerstein
- Jérôme Bruner

## Ouvrages
- Annie Cardinet :
  - Pratiquer la médiation en pédagogie éditions Dunod 1995  (ISBN 2100027883) -
  - École et médiations éditions Eres collection trajets 2000  (ISBN 2865867811) -
  - Développer les capacités à apprendre, de Feuerstein à la médiation des apprentissages Chronique sociale 2009  (ISBN 978-2-85008-753-0)